# Остров Крупской
Остров Крупской — остров в архипелаге Северная Земля. Административно расположен в Таймырском Долгано-Ненецком районе Красноярского края. Высшая точка — 49 метров.
Остров расположен в северо-западной части архипелага. Омывается Карским морем, на севере заливом Калинина. От острова Пионер отделён узким проливом Лодочный. На юге отделён от архипелага Седова проливом Красной Армии.
Озёр на острове мало и все они сосредоточены на юго-западной стороне. Крупнейшее располагается на западе. Имеется множество ручьёв.
На крайнем юге расположен мыс Коренной, но ещё южнее уходит узкая коса, поворачивающая затем на северо-восток.
Согласно публичной кадастровой карте России площадь острова около 100 км².